# Garypus floridensis
Garypus floridensis is een bastaardschorpioenensoort uit de familie van de Garypidae. De wetenschappelijke naam van de soort is voor het eerst geldig gepubliceerd in 1895 door Banks.